# Carl Schuricht
Carl Schuricht  est un chef d'orchestre allemand, né à Dantzig, alors en Prusse-Occidentale, le 3 juillet 1880 et mort à Vevey en Suisse le 7 janvier 1967.

## Biographie
Né dans une famille de musiciens, il étudie le piano avant de partir pour Berlin afin de se perfectionner et étudie la composition avec, entre autres, Humperdinck, Max Reger. C'est à Wiesbaden que Schuricht prend ses premiers cours de direction avec Franz Mannstäd.
Compositeur à ses débuts, il devient rapidement chef d'orchestre, dès 1906. En 1912 il est nommé à Wiesbaden, devient directeur en 1922 jusqu'en 1944 (il fera aussi un bref passage à l'Orchestre philharmonique de Dresde en tant que chef permanent 1942/44) et dirige dans toute l'Europe. Schuricht mène donc une très longue carrière de chef en Allemagne  qu'il doit quitter à la fin de la guerre (1944) menacé par les nazis. Réfugié à Genève où il est accueilli par Ernest Ansermet, il  dirige alors régulièrement l'orchestre de la Suisse Romande pendant quelques années et mène une carrière comme chef invité jusqu'à la fin de sa vie. Il codirige avec André Cluytens la première tournée de l'orchestre Philharmonique de Vienne aux États-Unis en 1956. Il achève sa vie en Suisse, très demandé sur les scènes européennes (Stuttgart, Salzbourg, Berlin, Vienne, Paris, Londres...) et nord-américaines (Boston, Chicago...). 
Il est très apprécié et respecté des orchestres, comme le Philharmonique de Vienne (qui lui décerne la médaille Nicolai en 1956), de l'Orchestre de la Société des concerts du Conservatoire de Paris, de  l'Orchestre National en France, etc., qui l'invitent très régulièrement. Il est admiré aussi du public et des discophiles qui collectionnent ses enregistrements jusqu'à aujourd'hui.

## Répertoire
Spécialiste du répertoire austro-allemand, de Beethoven à Mahler, à la fois rigoureux sur le plan technique et plein d'imagination sur celui de l'exécution, d'un dynamisme juvénile, mais contrôlé, jusqu'à un âge très avancé, ce chef nomade, grandement admiré par le pourtant peu indulgent Sergiu Celibidache, a laissé des enregistrements mémorables avec divers orchestres (Vienne, Stuttgart, Paris, etc.). Il en ressort que Schuricht associe en un style princier audace et tradition.
Schuricht est non seulement un maître du grand répertoire classique (reconnu et décoré par la Société Bruckner en 1950 et 57 ainsi que par la Société Mahler en 1958) mais aussi un défenseur de la musique de son temps (Stravinsky, Bartók, Hindemith, Reger...), ce qui est moins connu, le disque conservant surtout le souvenir du maître du grand répertoire austro-germanique.
Ses lectures enflammées et grandioses des symphonies d'Anton Bruckner : 3e, 8e, 9e en stéréo en 1965, 1963, 1960 (studio) avec le Philharmonique de Vienne et une extraordinaire exécution de concert de la Cinquième avec l'Orchestre philharmonique de Vienne en 1963 offrent un contraste saisissant avec celles, plus "mystiques", d'Eugen Jochum.
Son enregistrement de l'intégrale des symphonies de Beethoven à la tête de l'Orchestre de la Société des Concerts du Conservatoire à Paris (1957/58) représente aussi une somme qui reste une référence d'une étonnante modernité. Il existe une édition stéréo (issue des sessions de ces enregistrements) de son interprétation de la 9e.
De nombreuses éditions sous des étiquettes diverses d'enregistrements de studio et de concerts (de l'entre-deux-guerres aux années 50 et 60) sont également disponibles.